# Lisa Misipeka
Lisa Vasa Misipeka (* 3. Januar 1975) ist eine ehemalige Leichtathletin aus Amerikanisch-Samoa, die sich auf den Hammerwurf spezialisiert hatte. Daneben war sie auch im Kugelstoßen und Diskuswurf aktiv. Sie hält in allen drei Disziplinen die Landesrekorde von Amerikanisch-Samoa, den Rekord im Diskuswurf teilt sie sich mit Talafulu Misa.
Als Kugelstoßerin nahm sie an den Leichtathletik-Weltmeisterschaften 1995 in Göteborg und an den Olympischen Spielen 1996 in Atlanta teil. Mit Weiten von 13,98 m bzw. 13,74 m schied sie jedoch jeweils nach der Qualifikation aus.
Danach konzentrierte sie sich auf den Hammerwurf. Bei den Leichtathletik-Weltmeisterschaften 1999 in Sevilla feierte sie den größten Erfolg ihrer Karriere, als sie mit einer Weite von 66,06 m die Bronzemedaille gewann. Es war die erste Weltmeisterschaftsmedaille überhaupt, die ein Athlet für Amerikanisch-Samoa holte. Bei zwei weiteren Teilnahmen an Weltmeisterschaften (2001 und 2003) verpasste sie den Einzug in die Finalrunde ebenso wie bei den Olympischen Spielen 2000 in Sydney.
Bei den Olympischen Spielen 2004 in Athen war sie bei der Eröffnungszeremonie Fahnenträgerin ihres Landes. Im Hammerwurf gelang es ihr jedoch nicht, eine gültige Weite zu erzielen.
Lisa Misipeka hatte bei einer Körpergröße von 1,70 m ein Wettkampfgewicht von 84 kg. Sie hat von 1994 bis 1998 an der University of South Carolina studiert und begann nach Ende ihrer aktiven Laufbahn eine Tätigkeit als Leichtathletiktrainerin.

## Bestleistungen
- Diskuswurf: 51,76 m (=NR), 22. März 1997, Columbia (Missouri)
- Hammerwurf: 69,24 m (NR), 8. Juni 2003, Burnaby
- Kugelstoßen: 16,67 m (NR), 15. April 1995, Columbia (South Carolina)